# 곰오디오
곰오디오는 곰앤컴퍼니에서 만든 음악 재생 플레이어다. 부가 기능으로 MP3 다운로드, 가사 보기, 라디오 방송 등을 지원한다.

## 특징
싱크가사
- 음악에 맞춰 움직이는 싱크가사 지원
- 싱크가사 편집 가능

이퀄라이저
- 재생 환경에 최적화 된 음질

재생 목록 관리
- 재생목록 생성, 편집, 삭제 가능

음악 방송
- TV/영화/게임/교육 등 팟캐스트 청취 및 다운로드 가능
- 곰DJ, 세이캐스트 등 음악방송 청취 가능

곰리모트를 통한 스마트폰 리모콘 지원
- 앞/뒤로 가기, 재생, 정지 등 기본 기능 제공
- 파일 열기, 종료 기능 제공
- 터치 스크린에서 무선 마우스로 이용 가능

다양한 스킨
- 450여 개 이상의 오디오 스킨 제공
- 사용자가 직접 스킨 제작 및 공유 가능

## 재생 지원
다양한 포맷 지원
- cda (오디오 CD), mpga, mp1, mp2, mp3, ogg, wma, ape, flac, wav, mid, mpc, m4a, aac, wv, opus, aif, aiff, dff, dsf, amr (amr 확장자는 Windows Vista 이상만 지원)
- asx, m3u, m3u8, pls 형식의 목록 파일 지원
- zip, rar, alz, 7z 포맷으로 압축되어 있는 미디어 지원

## 같이 보기
- 곰플레이어
- 곰DJ